# Polystichum walkerae
Polystichum walkerae là một loài dương xỉ trong họ Dryopteridaceae. Loài này được Sledge mô tả khoa học đầu tiên năm 1973.